# James Bond 007: Keine Zeit zu sterben
Keine Zeit zu sterben (Originaltitel: No Time to Die) ist ein Agententhriller des Regisseurs Cary Joji Fukunaga und der 25. Teil von Eons James-Bond-Reihe. Als eine tödliche Nanosonden-Waffe in die Hände von Terroristen gerät, zwingen persönliche Verbindungen Bond aus dem Ruhestand. Nach mehrjähriger Verzögerung feierte der Film am 28. September 2021 Weltpremiere und wurde der erste globale Kinoerfolg in der COVID-19-Pandemie. Von der Kritik wurde er als passender Abschluss von Daniel Craigs Zeit in der Hauptrolle aufgenommen.

## Handlung
In einem Rückblick dringt der maskierte Lyutsifer Safin in ein abgelegenes Haus in Norwegen ein, in dem er nach Mr. White sucht, der seine ganze Familie ausgelöscht hat. Da White nicht anwesend ist, erschießt er dessen Frau. Ihr Kind, die junge Madeleine Swann, hat sich versteckt und schießt auf Safin, als sie entdeckt wird. Sie schleppt den vermeintlich Toten nach draußen, wo Safin wieder zu sich kommt. Madeleine flüchtet auf einen zugefrorenen See, bricht ein und droht unter dem Eis zu ertrinken. Unerwartet wird sie von Safin gerettet, indem er das Eis zerschießt.
In der Gegenwart, anknüpfend an Blofelds Festnahme, fahren Bond und Madeleine Swann mit dem wieder instand gesetzten Aston Martin DB5 in die süditalienische Kleinstadt Matera, wo Bond das Grab von Vesper Lynd besuchen will. Als er dort das Octopus-Symbol von Spectre entdeckt, explodiert Lynds Grab, doch er wird nur leicht verletzt. Er verdächtigt Madeleine, ihn verraten zu haben, und holt sie vom Hotel ab. Nachdem sie mehreren Verfolgern entkommen konnten, setzt er Madeleine, die ihre Unschuld beteuert, am Bahnhof ab und kündigt an, sie nie mehr wiedersehen zu wollen.
Fünf Jahre später überfallen Unbekannte ein Labor in London. Sie bringen den Wissenschaftler Obruchev in ihre Gewalt und stehlen die Biowaffe Herakles, an deren Entwicklung Obruchev maßgeblich beteiligt ist. Bond hat inzwischen seinen Dienst beim MI6 quittiert und genießt auf Jamaika seinen Ruhestand. Sein alter Freund, der CIA-Agent Felix Leiter, sucht ihn dort mit seinem Kollegen Logan Ash auf, um ihn zu überreden, Obruchev zurückzuholen.
Bond lehnt ab und lernt die Agentin Nomi kennen, die als seine Nachfolgerin beim MI6 nun die „007“ trägt. Sie warnt ihn, er solle sich von Herakles und Obruchev fernhalten. Bond erfährt, dass hinter Herakles sein ehemaliger Vorgesetzter M steckt, der trotz Bedenken das Projekt fortgesetzt hat. Bond nimmt daher Leiters Angebot an und segelt nach Kuba. Dort infiltriert er mit der CIA-Agentin Paloma ein Treffen von Spectre-Mitgliedern, bei dem auch Obruchev anwesend sein soll. Ernst Stavro Blofeld leitet vom Hochsicherheitsgefängnis Belmarsh aus mit einem bionischen Auge das Treffen und befiehlt, Bond zu töten, doch stattdessen sterben alle anwesenden Spectre-Mitglieder, anscheinend durch einen sehr schnell wirkenden Erreger.
Bond findet Obruchev und verhört ihn mit Leiter und Ash auf dessen Boot. Doch Ash entpuppt sich als Verräter im Auftrag Safins, Drahtzieher des Herakles-Raubs. Bei einem Schusswechsel verwundet Ash Leiter tödlich. Er ergreift mit Obruchev die Flucht und sprengt das Boot in die Luft, dessen Untergang Bond nur knapp entkommen kann.
In London weist M zunächst Bonds Bitte ab, mit Blofeld sprechen zu dürfen. Moneypenny und Bond suchen Q auf und finden heraus, dass Herakles Nanobots sind, die wie Viren übertragen werden und nicht neutralisiert werden können. Die Nanobots sind auf die DNS einzelner oder mehrerer Zielpersonen codiert, so dass nur diese getötet werden. So wurden die verbliebenen Mitglieder von Spectre gezielt ermordet, und Blofeld ist der letzte Überlebende der Organisation. M stellt Bond wieder als Agenten ein und gestattet ihm, Blofeld zu besuchen. Madeleine wird derweil von Safin aufgesucht. Als Blofelds Psychologin hat sie Zugang zu ihm, daher zwingt Safin sie, sich mit Herakles-Nanobots zu infizieren, die auf Blofeld codiert sind. Als Druckmittel droht Safin, Bond umzubringen.
Bond und Madeleine treffen sich beim Besuch in Blofelds Gefängnis erstmals seit ihrer Trennung wieder. Hierbei überträgt Bond durch Berührung unwissentlich die Nanobots von Madeleine auf sich, bevor sie aus der Situation flieht. Blofeld enthüllt Bond, dass er die Explosion von Lynds Grab in Auftrag gegeben und dass Madeleine ihn keineswegs verraten habe. Daraufhin versucht Bond, ihn zu erwürgen. Er wird von Bill Tanner gestoppt, doch Blofeld ist nun infiziert und stirbt vor ihren Augen.
Bond besucht Madeleine in Norwegen, wo sie ihm ihre fünfjährige Tochter Mathilde vorstellt, seine Vaterschaft jedoch leugnet. Madeleine erzählt, dass ihr Vater im Auftrag von Blofeld Safins Familie ausgelöscht habe, sodass dieser aus Rache Spectre zerschlagen und Blofeld getötet habe. Die drei werden jedoch zur Flucht gezwungen, da Ash bereits auf ihrer Spur ist. Nach einer weiteren Verfolgungsjagd im Wald kann Bond Ash sowie dessen Handlanger ausschalten, muss jedoch mit ansehen, wie Safin Madeleine und Mathilde in einem Helikopter entführt.
Gemeinsam mit Nomi dringt Bond nach einem Briefing mit M in Safins Hauptquartier ein, eine ehemalige Raketensilo-Anlage auf einer Kurilen-Insel zwischen Japan und Russland. Hier bereitet Safin sich darauf vor, mit Obruchevs Hilfe die Nanobots in Massen zu produzieren, sie als ethnische Waffe zu programmieren und damit unzählige weitere Menschen weltweit zu töten. Bond und Nomi zerstören Safins Labor, töten Obruchev und befreien Madeleine und Mathilde, die von Nomi von der Insel gebracht werden.
Bond empfiehlt M den Beschuss der gesamten Anlage mit Raketen. M fordert dies beim britischen Zerstörer HMS Dragon an. Inzwischen öffnet Bond die bombenfesten Schleusentore der Silos und stellt Safin in dessen Giftgarten. Beim Kampf mit Safin infiziert dieser Bond mit Nanobots, die Madeleine und Mathilde töten würden, sollte er sie jemals wieder berühren. Bond wird schwer verwundet, doch er kann Safin töten. Er verabschiedet sich per Funk von Madeleine. Dabei bestätigt sie seine Vermutung, dass Mathilde seine Tochter ist. Bond bleibt auf der Insel und wartet auf dem Dach der Anlage auf die Ankunft der zwischenzeitlich gestarteten Raketen. Diese zerstören die Anlage vollständig.
Schließlich bringen beim MI6 M, Moneypenny, Q, Nomi und Tanner einen Toast auf Bond anlässlich dessen Todes aus, während Madeleine mit Mathilde nach Matera fährt und ihr die Geschichte ihres Vaters, James Bond, erzählt.

## Produktion

### Stab und Besetzung

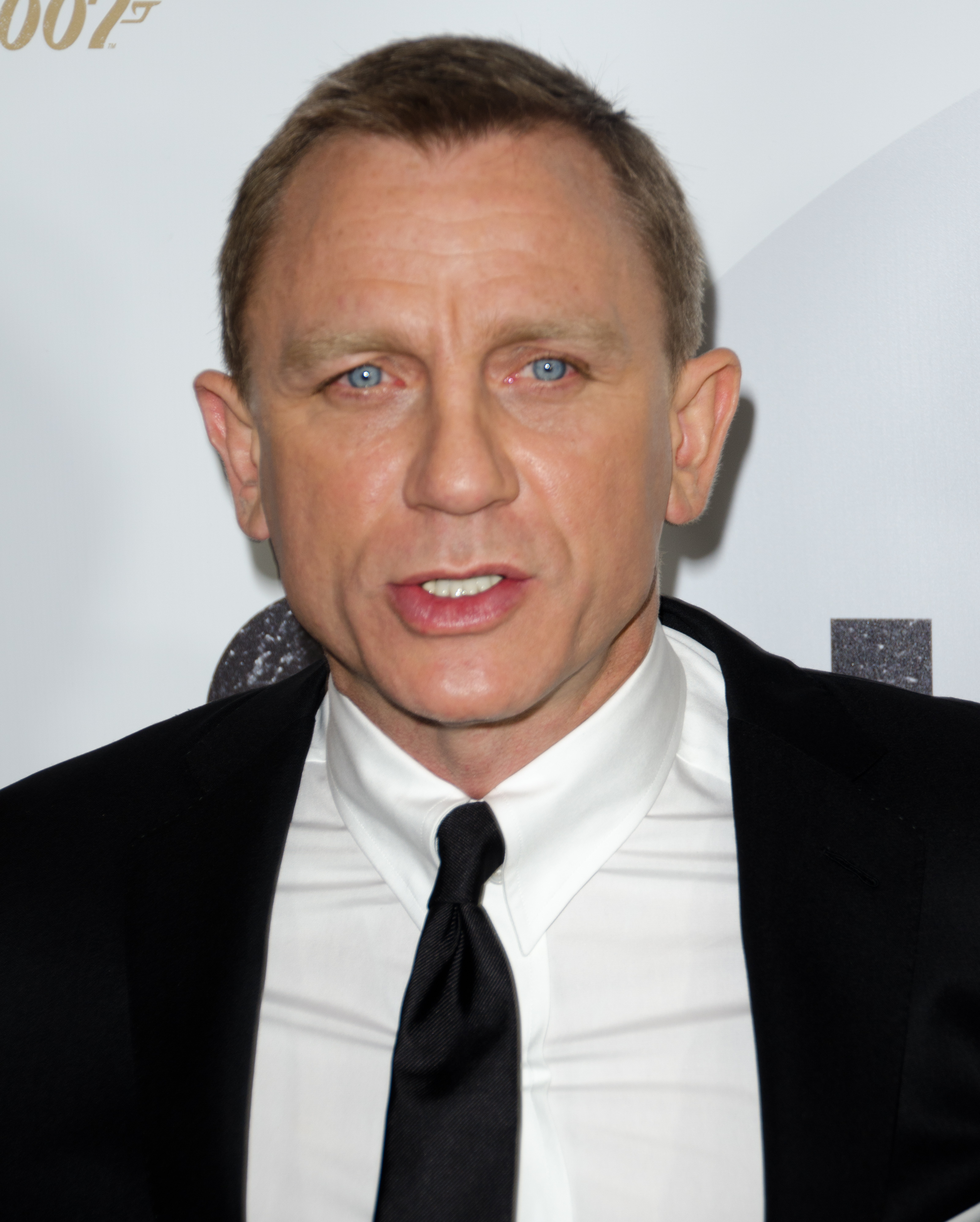
Erstmals war Daniel Craig in Casino Royale in der Rolle von James Bond zu sehen und spielte ihn insgesamt fünf Mal
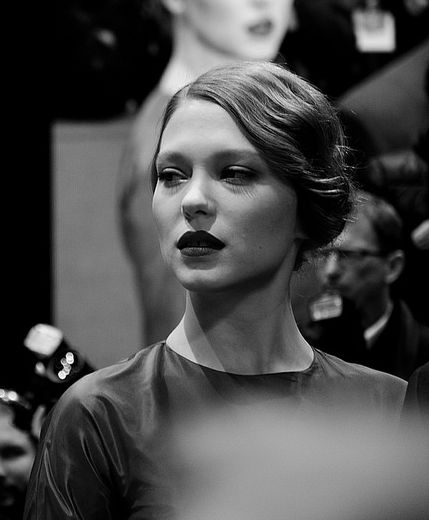
Léa Seydoux spielt Madeleine Swann
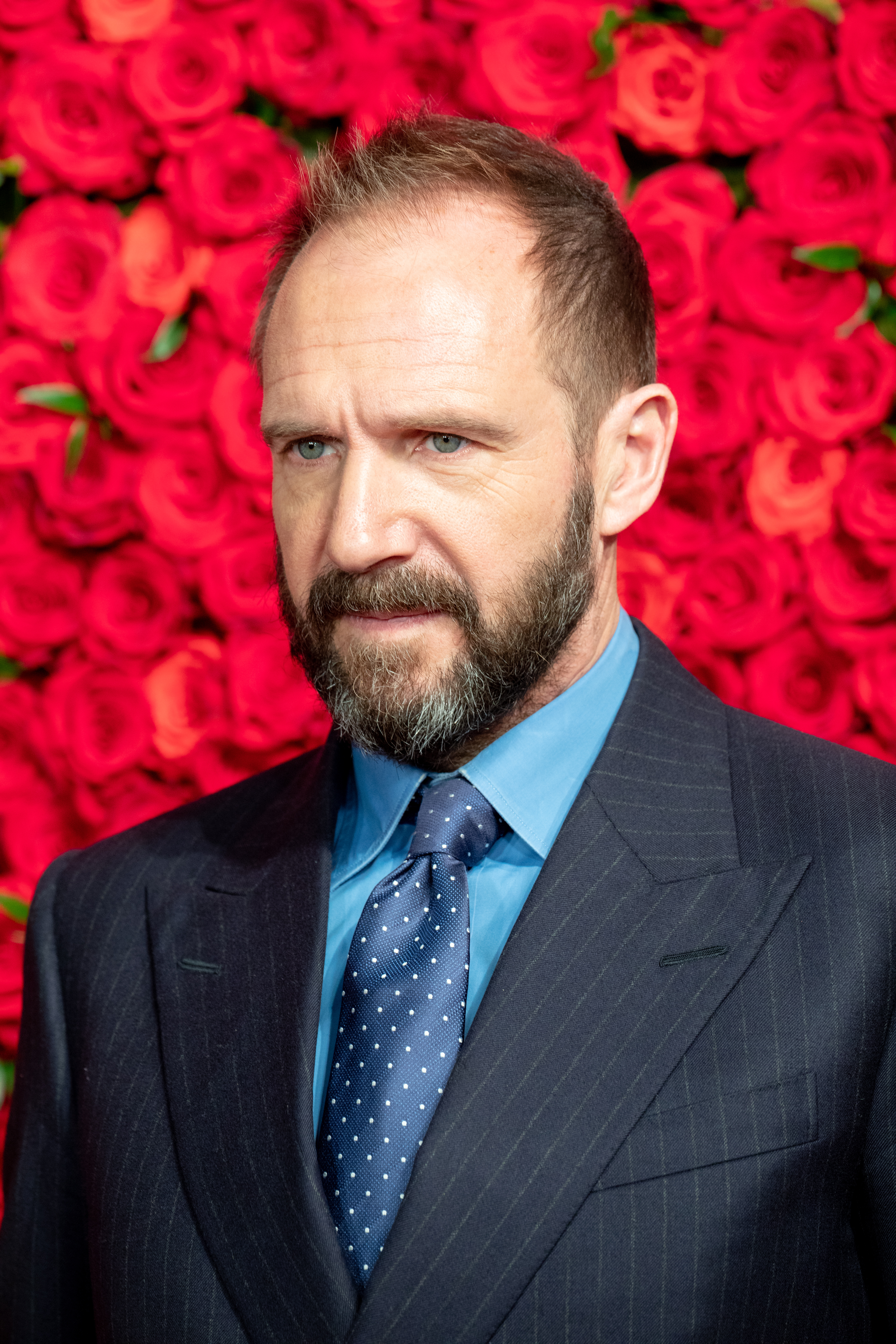
Ralph Fiennes spielt Gareth Mallory „M“
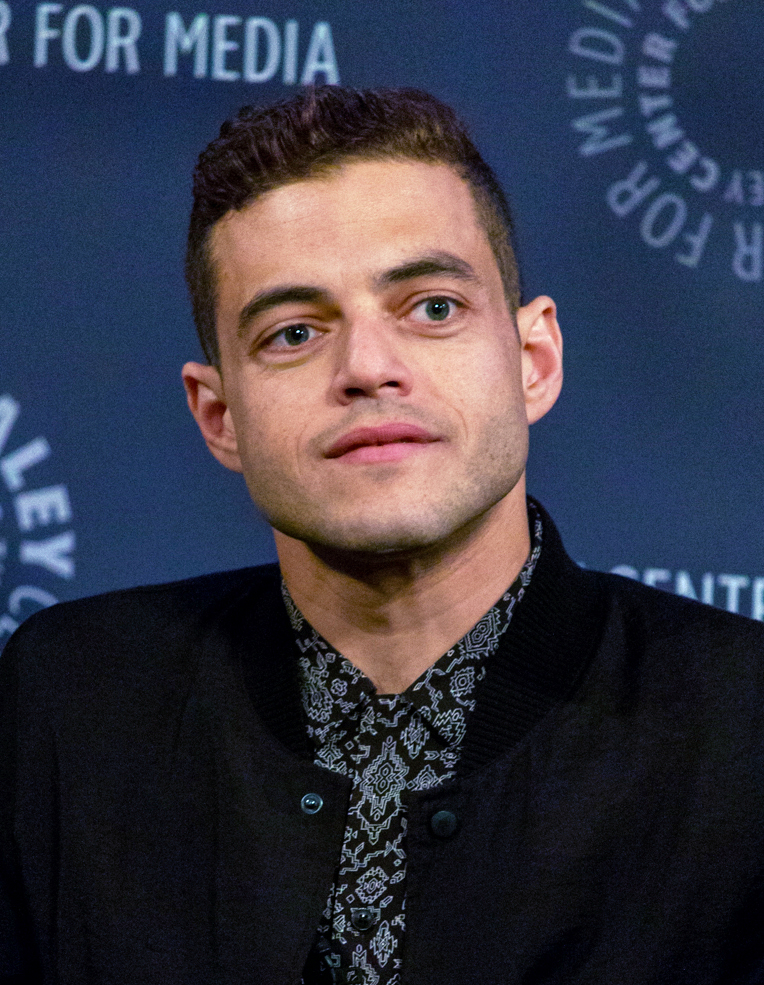
Rami Malek spielt Lyutsifer Safin
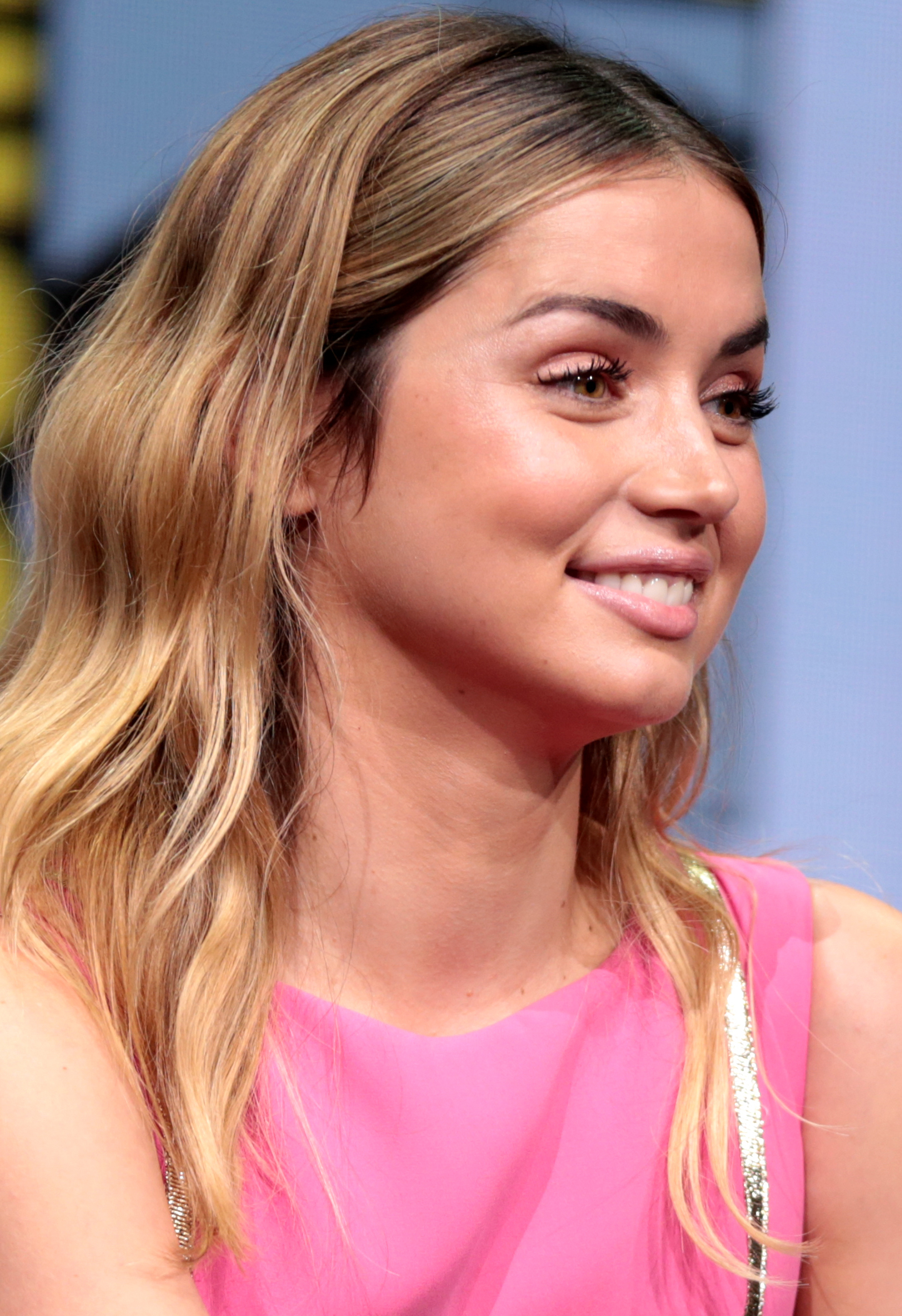
Ana de Armas spielt Agent Paloma
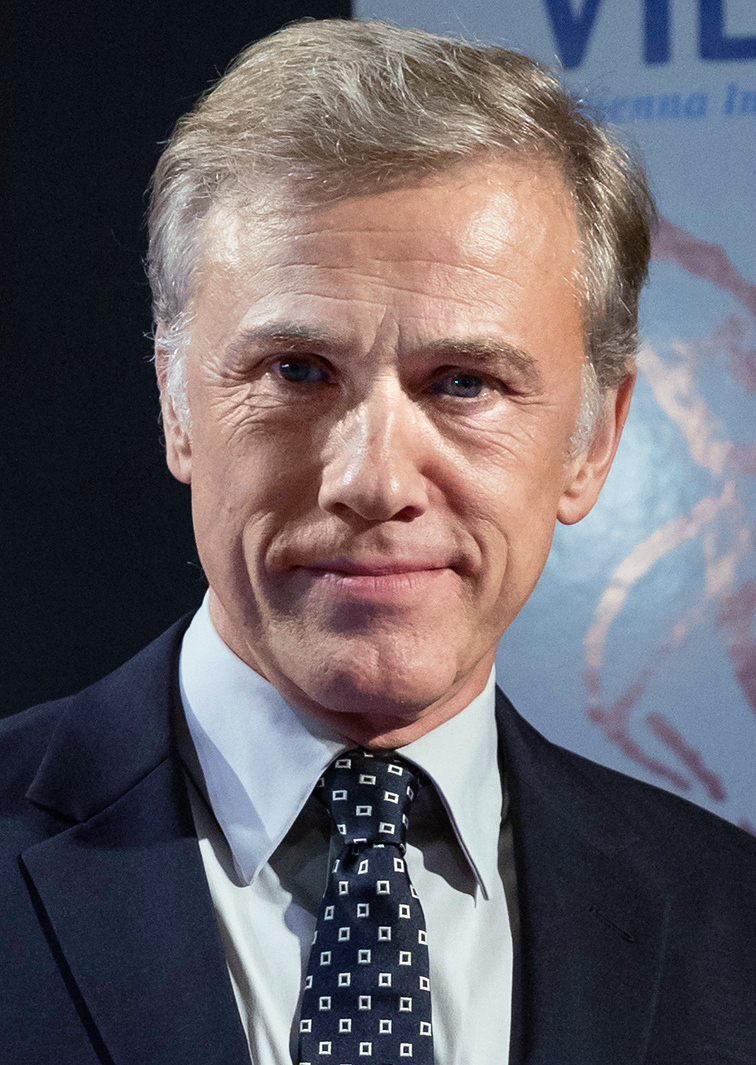
Christoph Waltz spielt Ernst Stavro Blofeld
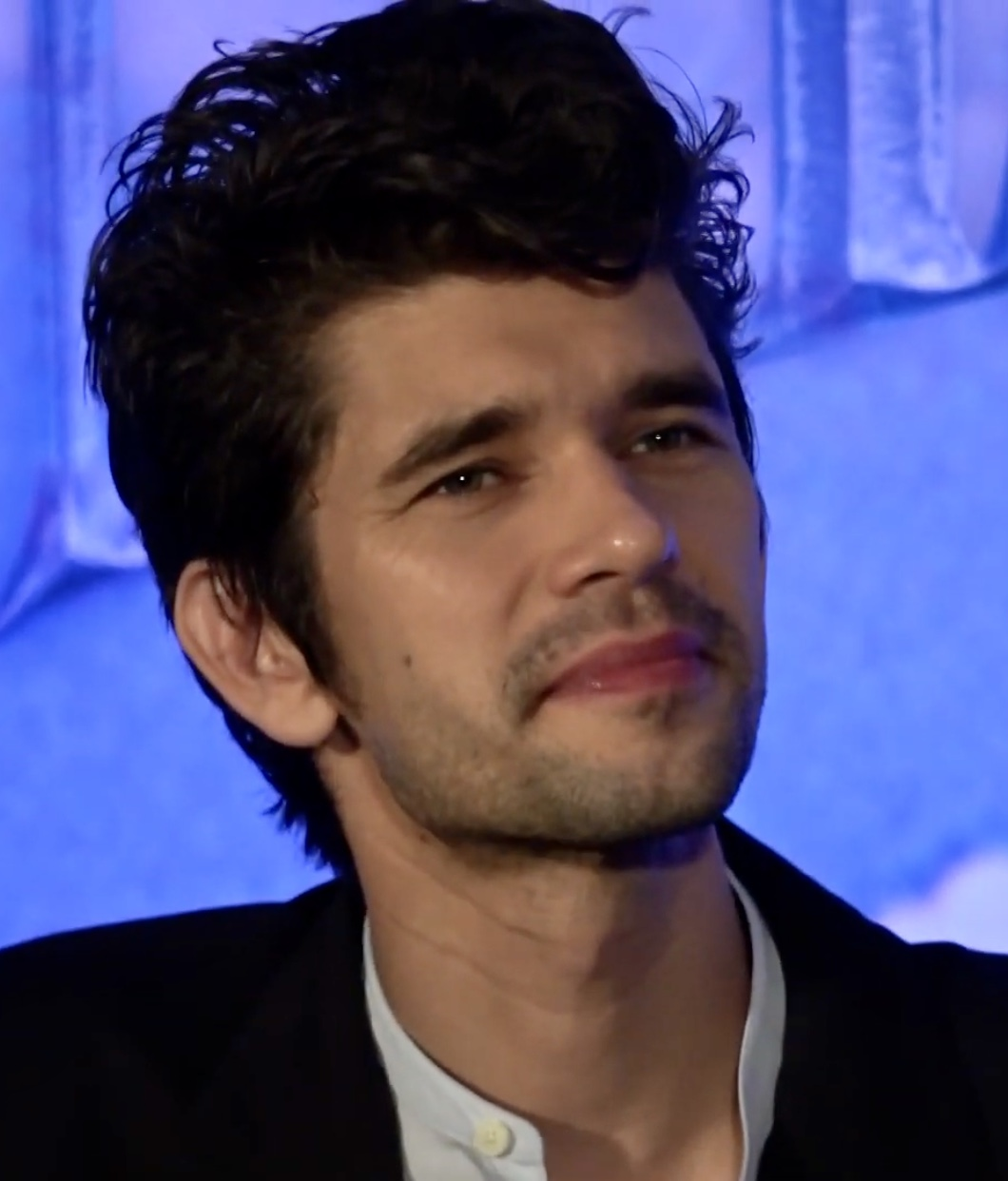
Ben Whishaw spielt Q
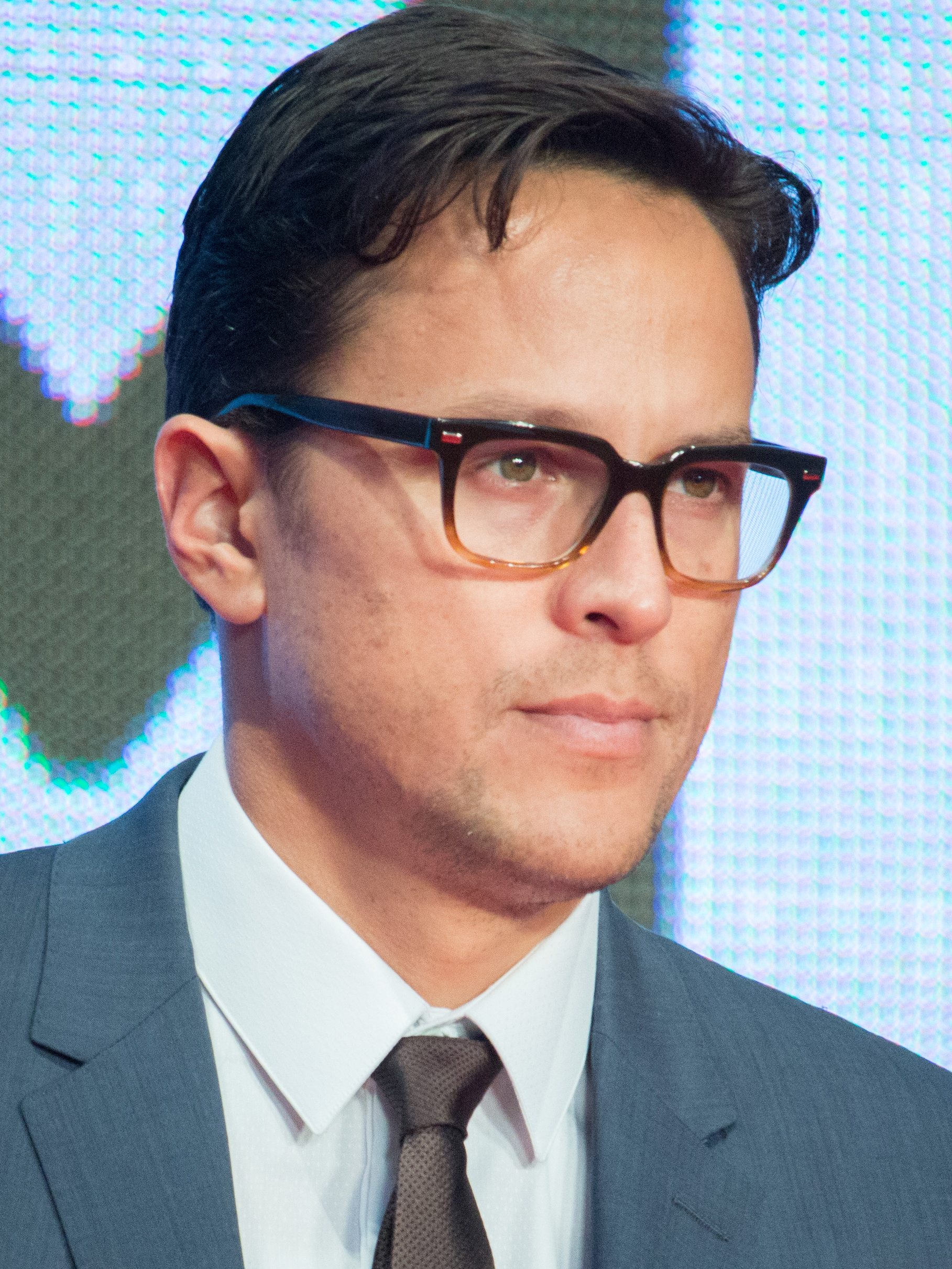
Regisseur Cary Joji Fukunaga
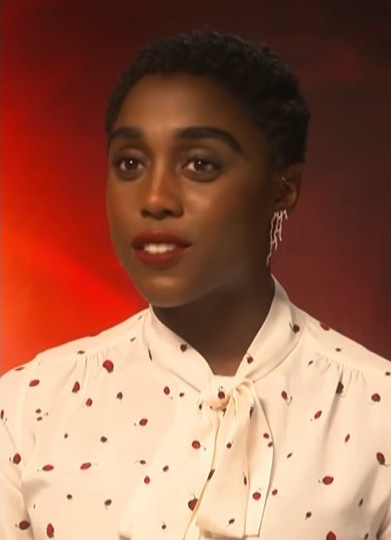
Lashana Lynch spielt Nomi, die neue 007-Agentin

Nach Spectre wollte Daniel Craig seinen auslaufenden Vertrag zunächst nicht verlängern und keinen weiteren James-Bond-Film mehr drehen. In einem Interview erklärte er, er wolle sich lieber „die Pulsadern aufschneiden“, als noch einmal den britischen Geheimagenten zu spielen. Im August 2017 nahm er schließlich ein Angebot über 50 Millionen Pfund an und bestätigte seine Rückkehr als James Bond in Keine Zeit zu sterben.
Als Drehbuchautoren wurden zuerst Neal Purvis und Robert Wade angekündigt, die seit 1999 an den Drehbüchern sämtlicher James-Bond-Filme mitwirkten. Am 25. Mai 2018 wurde Danny Boyle als Regisseur bekanntgegeben. Gemeinsam mit seinem Stammautoren John Hodge hatte er eine eigene Idee entwickelt, die den Produzenten zusagte, und so wurden sie als Team engagiert. Er plante einen launigen und ironischen Film mit Rückgriff auf den Kalten Krieg – als ein Schauplatz war eine geflutete russisch-orthodoxe Kirche vorgesehen. Hinter den Kulissen kam es jedoch zu Spannungen. Boyles Wahl als Gegenspieler, Tomasz Kot, irritierte die Produzenten. Craig wiederum wollte den mit Casino Royale begonnenen Handlungsbogen definitiv abschließen, indem sich Bond aus Liebe opfert. Aber Bonds Tod widersprach Boyles Vorstellung. Als die Produzenten schließlich Hodges Drehbuchentwurf verwarfen, verließ auch Boyle die Produktion am 21. August 2018 unter Angabe von „kreativen Differenzen“.
Im September 2018 wurde bekanntgegeben, dass Cary Joji Fukunaga die Regie übernimmt. Fukunaga ist somit der erste US-Amerikaner, der Regie bei einem Bond-Film führte. Im selben Monat wurden Neal Purvis und Robert Wade zur Überarbeitung des Drehbuchs verpflichtet. Später wurde diese Aufgabe an Scott Z. Burns und Phoebe Waller-Bridge weitergegeben. Letztere wurde laut eigener Aussage darum gebeten, einige Dialoge zu überarbeiten und für weitere Szenen Alternativen anzubieten. Letztendlich soll sie dafür verantwortlich sein, dass erstmals eine Frau in die Rolle des britischen Geheimagenten schlüpft, dass das Wort „Bond-Girl“ am Set durch „Bond-Woman“ ersetzt wurde und dass James Bond insgesamt moderner wirke, eine jüngere Zielgruppe anspreche und lernen müsse, sich mit der #MeToo-Debatte auseinanderzusetzen.
Daniel Craig ist im Film ein letztes Mal als James Bond zu sehen. Des Weiteren kehren Léa Seydoux als Madeleine Swann, Ralph Fiennes als M, Ben Whishaw als Q und Naomie Harris als Eve Moneypenny zurück. Lupita Nyong’o soll als sogenanntes Bond-Girl im Gespräch gewesen sein, lehnte die Rolle allerdings ab. Im Film steuert James Bond eine Vielzahl an Fahrzeugen, unter anderem einen Aston Martin DB5 und einen Aston Martin V8 Vantage, der das erste Mal im Film James Bond 007 – Der Hauch des Todes aus dem Jahr 1987 zu sehen war. Wie im April 2019 bekannt wurde, kehren außerdem Jeffrey Wright und Rory Kinnear in ihre Rollen aus vorherigen Filmen zurück. Neu dabei sind neben Rami Malek, der Bonds Gegenspieler Safin verkörpert, auch Lashana Lynch, Billy Magnussen, Ana de Armas, David Dencik und Dali Benssalah. Malek hatte die Rolle nach eigener Aussage erst angenommen, nachdem ihm Regisseur Fukunaga versicherte, dass er keinen Terroristen arabischer Herkunft darstelle, der eine Religion oder Ideologie widerspiegele. Auch Christoph Waltz hat nach seiner Hauptrolle als Kontrahent Bonds in Spectre erneut einen kleineren Auftritt. Ursprünglich sollte auch Grace Jones am Film beteiligt sein. Jones verkörperte in James Bond 007 – Im Angesicht des Todes aus dem Jahr 1985 die Rolle der May Day und sollte einen Cameo im Film haben, wandte sich von diesem Vorhaben jedoch ab, als sie herausfand, wie klein ihr Auftritt ausfallen sollte.

### Dreharbeiten

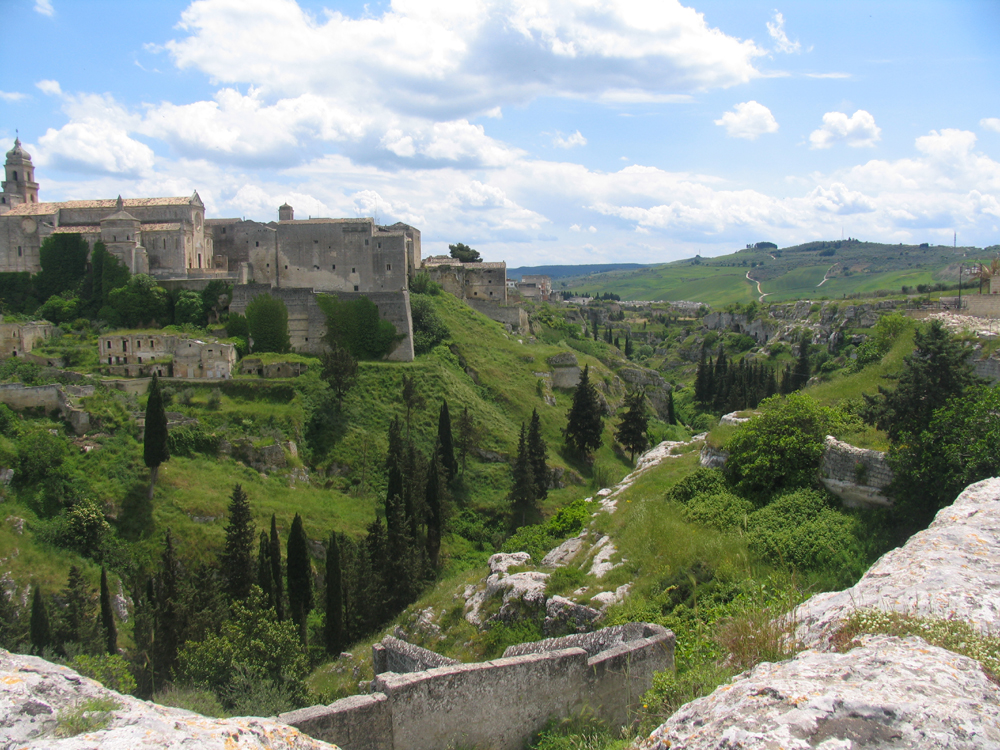
Drehort Gravina in Puglia
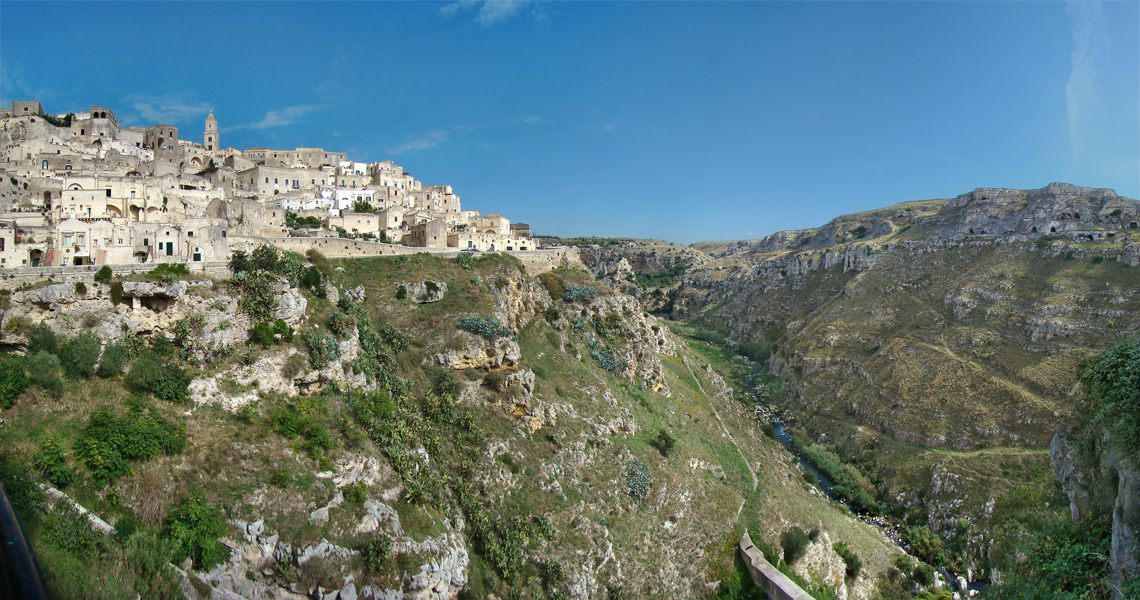
Drehort Matera
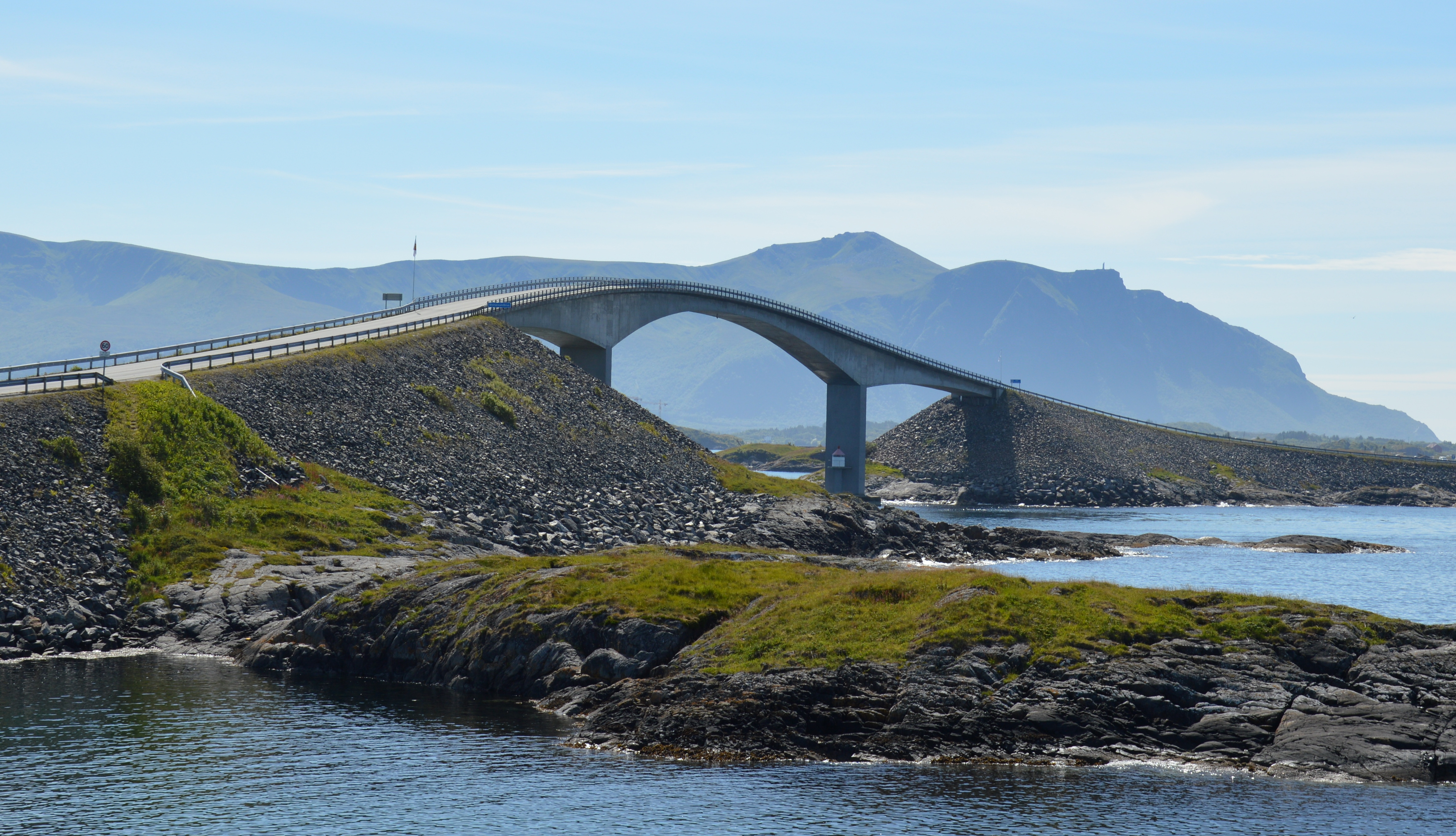
Drehort Storseisund-Brücke in Norwegen
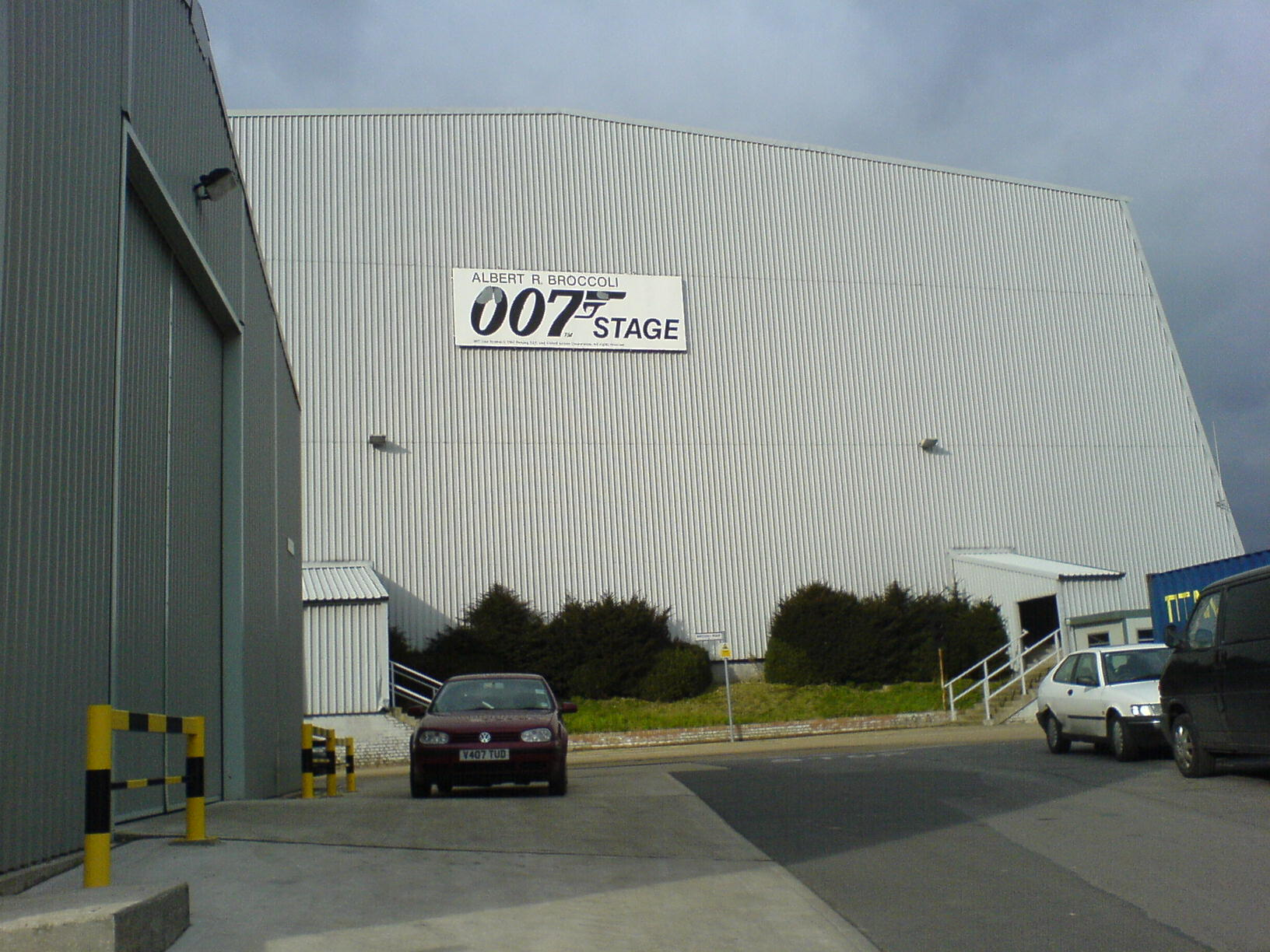
007 Studio in Pinewood
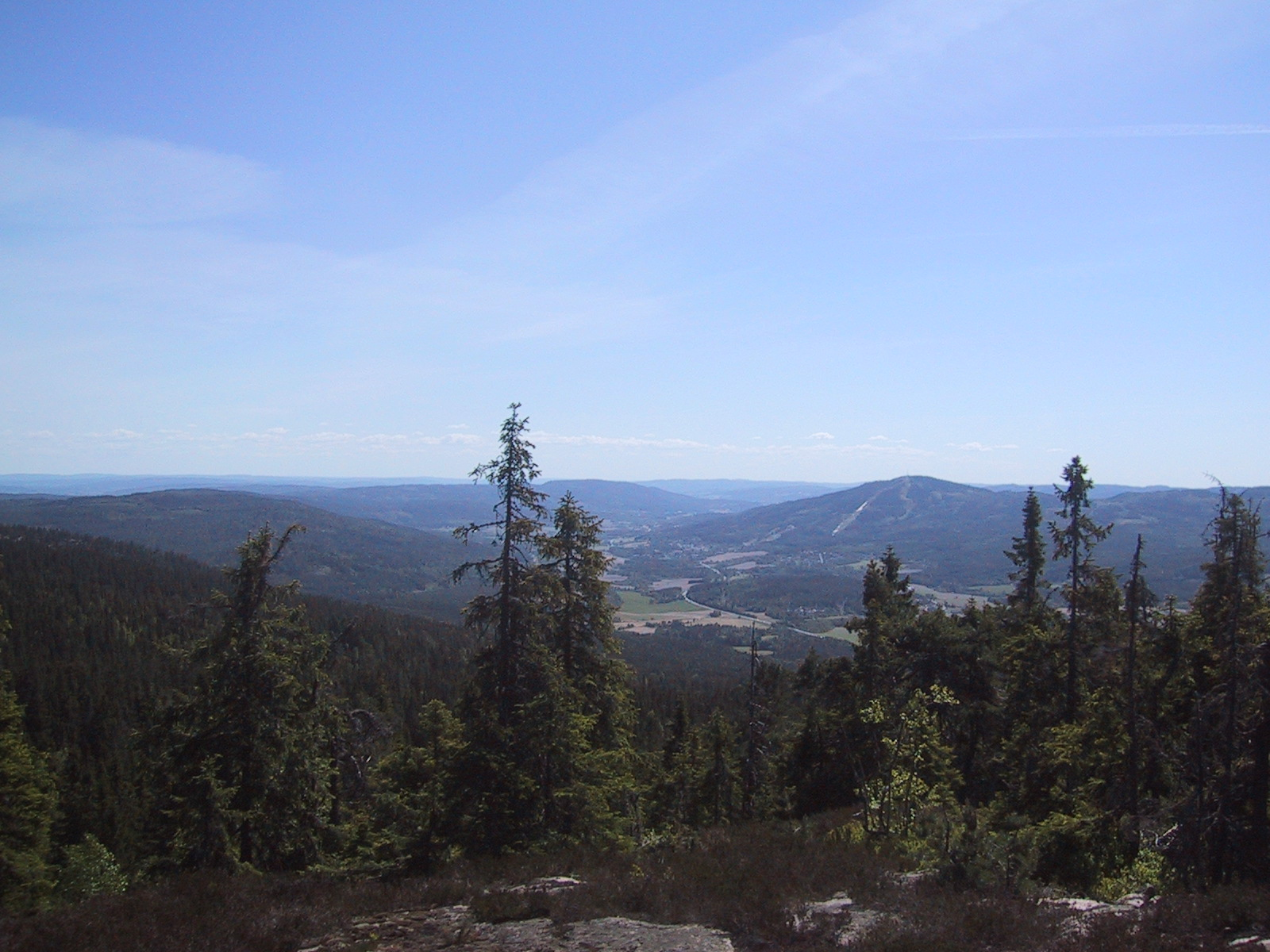
Drehort Nittetal in Norwegen
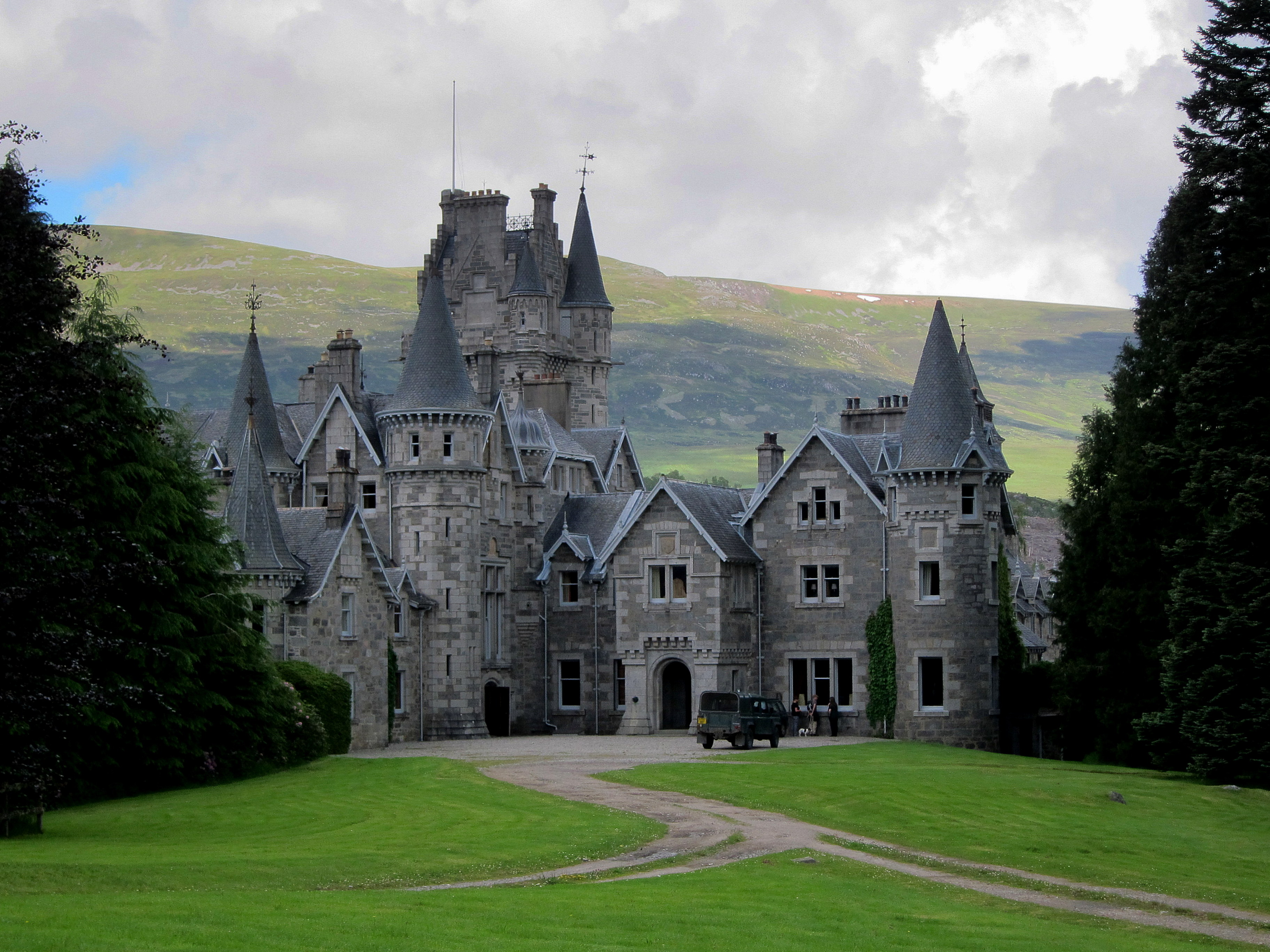
Ardverikie House nahe der schottischen Ortschaft Kinloch Laggan

Am 22. Februar 2019 ging aus einer Produktionsliste des Branchenblattes Production Weekly hervor, dass der Film unter dem Arbeitstitel Shatterhand gedreht wird. Der Name Shatterhand bezieht sich auf das Pseudonym Guntram Shatterhand des Oberbösewichts aus dem 1964 veröffentlichten James-Bond-Roman Du lebst nur zweimal von Ian Fleming. Fleming soll zu dem Namen während eines Hamburg-Besuches einige Jahre zuvor inspiriert worden sein: „Shatterhand war der Name eines Cafés in der Hansestadt – das wiederum nach der Figur Old Shatterhand aus diversen Karl-May-Romanen benannt ist.“
Im März 2019 äußerten sich sowohl Ben Whishaw als auch Ralph Fiennes, dass sie nicht wüssten, worum es in dem Film gehen werde, da sie noch kein Drehbuch bekommen hätten. Dieses befinde sich noch in Arbeit. Fiennes sei nur bekannt, dass die Dreharbeiten noch im selben Jahr stattfinden sollen. Naomie Harris verriet hingegen, dass zwischen der Handlung des Films und der seines Vorgängers Spectre eine Zeitspanne von fünf Jahren liegen soll. Erste Aufnahmen erfolgten am 25. März 2019 in Nittedal in Norwegen, wo man bis zum 2. April drehte. Offiziell begannen die Dreharbeiten am 28. April 2019 auf Jamaika, wo man unter anderem in der Villa des Bond-Schöpfers Ian Fleming filmte. Später erfolgten Aufnahmen in den Pinewood Studios nahe London. Mitte Mai 2019 verletzte sich Craig auf Jamaika bei einem Sprint am Knöchel. Der Schauspieler wurde daraufhin für ärztliche Untersuchungen in die Vereinigten Staaten geflogen, die Dreharbeiten unterbrochen und angesetzte Aufnahmen in den Pinewood Studios vorerst abgesagt. Craig musste sich infolgedessen einer kleinen Operation am Knöchel unterziehen. Die Dreharbeiten wurden während der zweiwöchigen Erholung Craigs nicht unterbrochen und der geplante Starttermin somit nicht gefährdet.

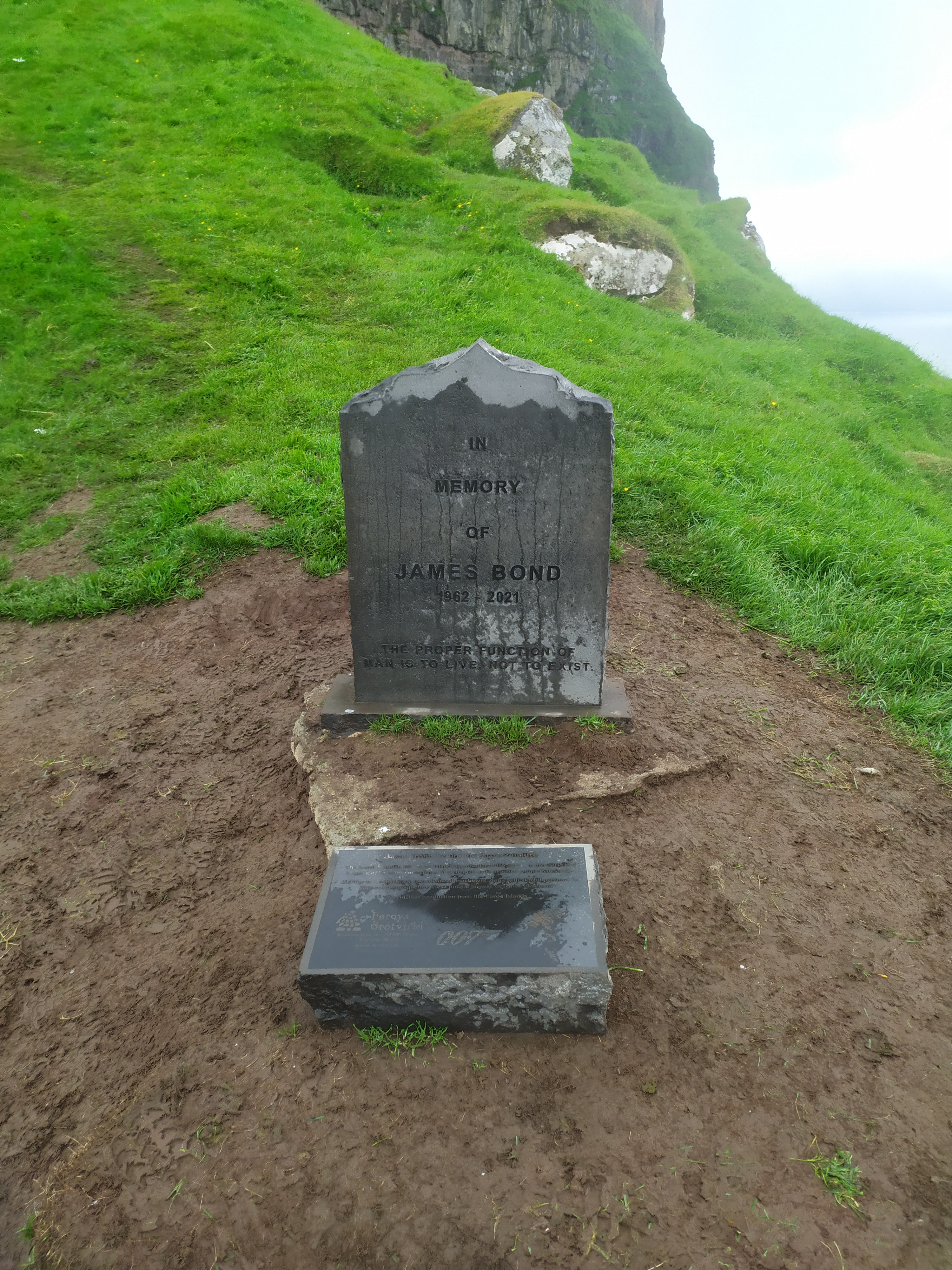
Grabstein von James Bond am Drehort auf Kalsoy

Parallel zu den Dreharbeiten in London, wo man unter anderem auf der Whitehall und im Senate House der Universität London drehte, filmte die Second Unit in Norwegen an der Atlantikstraße und auf der Storseisund-Brücke. Ein weiterer Vorfall ereignete sich am 4. Juni 2019, als sich ein Crewmitglied während einer kontrollierten Explosion am Set leicht verletzte und die 007 Stage beschädigt wurde. Wie The Sun berichtet, soll es zudem Terminprobleme für gemeinsame Szenen mit Craig und dem vielbeschäftigten Malek geben. Außerdem bestehe ein Konflikt zwischen Regisseur und dem Rest der Crew, da Fukunaga unentschuldigt über drei Stunden zu spät zum Dreh erschienen sein soll und im Anschluss gefordert hätte, die verlorene Zeit durch Überstunden am Wochenende und am Vatertag wieder aufzuholen. Mitte Juli erfolgten Aufnahmen in den schottischen Highlands rund um das im schottischen Baroniestil erbaute Ardverikie House, weshalb in Aviemore Unterkünfte für die Crew errichtet wurden. Im Anschluss wurde im August und September 2019 mit mehr als 400 Mitarbeitern und über 800 Statisten in der antiken italienischen Kleinstadt Gravina in Puglia gedreht. Auch im 23 Kilometer entfernten Matera sowie in Sapri, dessen Bahnhof temporär geschlossen wurde, erfolgten Aufnahmen. Gleichzeitig entstanden rund um Trøllanes auf der Färöer-Insel Kalsoy Naturaufnahmen. Wie der Stunt Coordinator Lee Morrison angab, wurden bei den Dreharbeiten in Matera rund 32.000 Liter Coca-Cola auf den Straßen der Stadt verteilt, um dem Craig-Double Paul Edmondson einen riskanten Motorradstunt zu erleichtern. Das Getränk sollte dabei die Rutschgefahr auf Kopfsteinpflaster vermindern, nachdem Edmondson mit einem Motorrad bei fast 100 km/h über eine siebeneinhalb Meter hohe Rampe sprang. Anfang Oktober 2019 wurde die Produktion nach Oxfordshire verlagert, wo man auf der RAF Brize Norton eine Massenpanik auslöste, in deren Folge rund 400 Personen vom Stützpunkt gebracht werden mussten, nachdem die Crew einen Lieferwagen nach den Dreharbeiten auf dem Gelände zurückließ. Am 26. Oktober 2019 wurden die Dreharbeiten in den Pinewood Studios offiziell abgeschlossen. Insgesamt soll das Budget rund 250 Millionen US-Dollar betragen haben.
Die Dreharbeiten wurden unter anderem von Prinz Charles und Alex Younger, dem Leiter des echten MI6, besucht.
Es ist der erste James-Bond-Film, bei dem Sequenzen mit 65-mm-IMAX-Filmkameras aufgenommen wurden.
Für das Titeldesign war wieder Daniel Kleinman verantwortlich und zum fünften Mal weicht Craigs Filmeröffnung von den Vorgängern ab. Zwar betrachtet der Zuschauer Bond zu Beginn wie üblich durch einen Pistolenlauf, im Duell trifft Bond aber erstmals nicht; es läuft kein Blut über die Leinwand, stattdessen löst sich Bond in einer Weißblende auf. Kleinman erstellte auch den Vorspann, unterlegt von Eilishs Lied. In seine Gestaltung fließen stets Symbole und Vorausdeutungen auf den Film ein.
Wie üblich wird auch dieser Bond-Film von mehreren Sponsoren wie z. B. Nokia, Bollinger oder Omega SA begleitet, die ihre neuesten Produkte im Film platzieren wollen. Wegen der mehrmaligen Verschiebung der Premiere waren aber die gezeigten Produkte teilweise nicht mehr aktuell. Es wurde deshalb im Januar 2021 berichtet, dass entweder einige kurze Szenen neu gedreht oder zumindest im Rahmen der Postproduktion so verändert werden müssen, dass das zum Zeitpunkt der Premiere aktuelle Produkt der Sponsoren zu sehen ist.

### Filmmusik und Soundtrack-Album

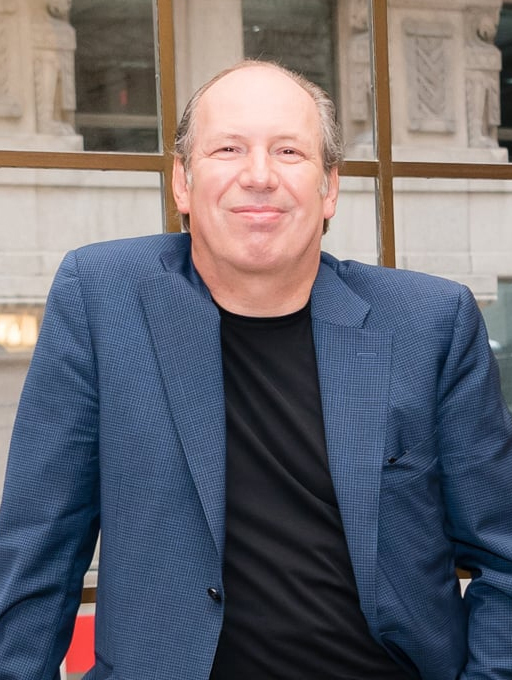
Komponist Hans Zimmer

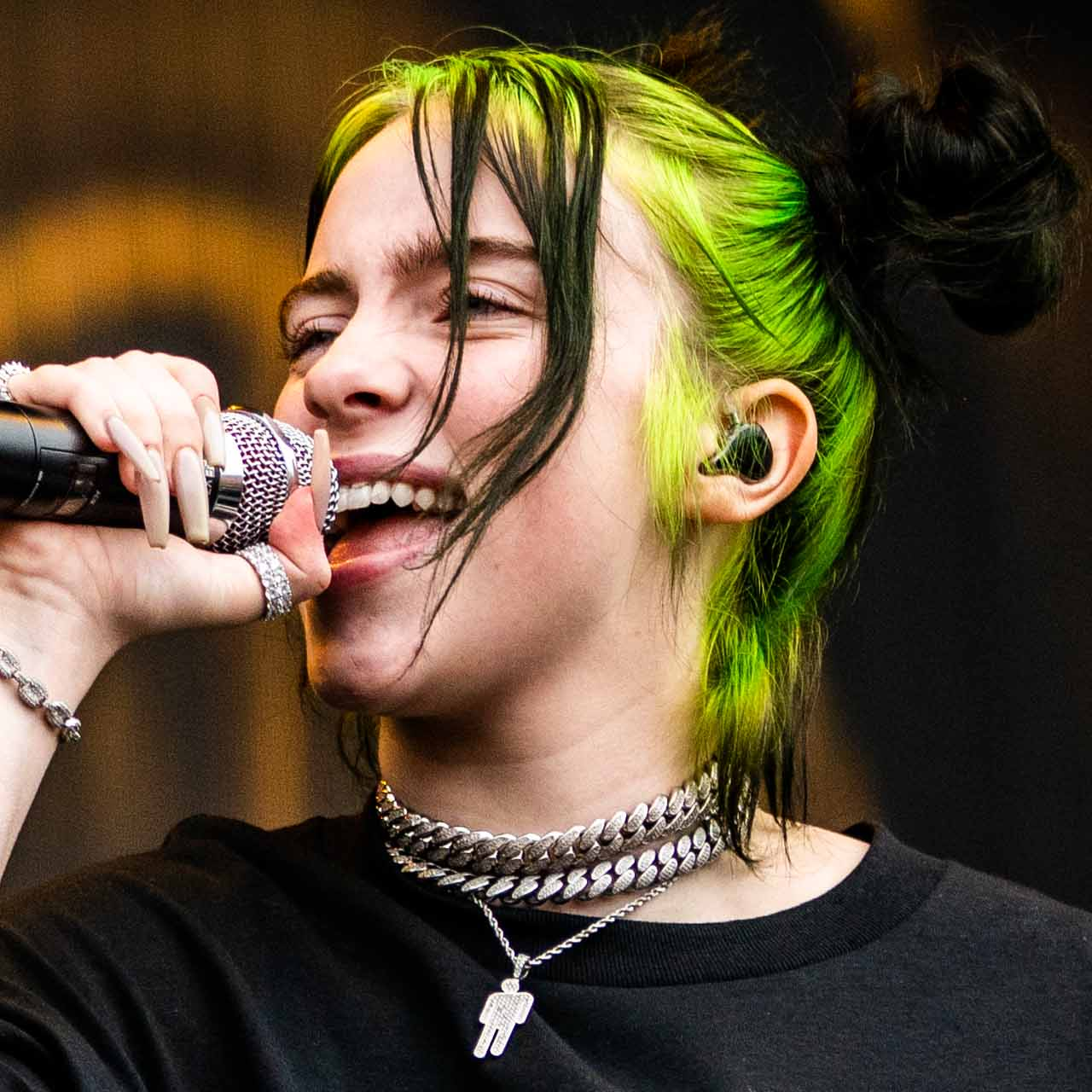
Sängerin Billie Eilish

Als Komponist wurde ursprünglich Dan Romer verpflichtet, mit dem Fukunaga zuvor bereits an verschiedenen Projekten zusammengearbeitet hatte. Romer verließ das Projekt im November 2019 aufgrund kreativer Differenzen. Hans Zimmer ersetzte Romer im Januar 2020. Es ist das erste Mal in der Geschichte der Bond-Reihe, dass ein Komponist während der Postproduktion ausgetauscht wird, und die zweite große personelle Veränderung für den Film nach dem Ausscheiden von Danny Boyle als Regisseur. Stattdessen sollen Hans Zimmer und Johnny Marr erstmals für die Musik eines James-Bond-Films zuständig sein. Der Titelsong wurde von Billie Eilish beigesteuert und trägt wie der Film den Titel No Time to Die. Mit 18 Jahren ist Eilish die jüngste Künstlerin, die einen Bond-Titelsong aufgenommen hat. Trotz der Verzögerung des Films wurde der Song bei der 63. jährlichen Grammy-Verleihung am 14. März 2021, sechs Monate vor dem Kinostart des Films, für den Grammy Award für den besten für visuelle Medien geschriebenen Song nominiert und gewann ihn auch. Das Soundtrack-Album mit insgesamt 21 Musikstücken, darunter der Titelsong, wurde am 1. Oktober 2021 von Decca Records veröffentlicht. Am 8. Oktober 2021 stieg dieses im Vereinigten Königreich auf Platz 7 in die Albums Chart Top 100 ein.
Louis Armstrongs Version des Liebesliedes We Have All the Time in the World ist ein wiederkehrendes Thema, das dreimal in der Filmmusik vorkommt, ursprünglich in Im Geheimdienst Ihrer Majestät zu hören war und sowohl an die Liebe als auch an den Verlust erinnert, den Bond in diesem Film in ähnlicher Weise erlebt. In jenem sechsten James-Bond-Film wird der Song zu Beginn der Beziehung zwischen James Bond und seiner späteren Frau Tracy gespielt. John Barry komponierte die Musik, der Text stammt von Hal David. Im 25. Film wird der Song zum Abspann als letzter Song gespielt; es ist ebenfalls der letzte Song, der von Armstrong vor seinem Tod aufgenommen wurde.
Das Lied Dans la ville endormie der französischen Sängerin Dalida ist in der Eröffnungsszene kurz zu hören.

## Synchronisation
Die deutschsprachige Synchronisation entstand bei der Interopa Film GmbH in Berlin nach einem Dialogbuch von Klaus Bickert und der Dialogregie von Axel Malzacher.
| Rolle                | Schauspieler    | Synchronsprecher  |
| -------------------- | --------------- | ----------------- |
| James Bond           | Daniel Craig    | Dietmar Wunder    |
| Lyutsifer Safin      | Rami Malek      | Bastian Sierich   |
| Dr. Madeleine Swann  | Léa Seydoux     | Yvonne Greitzke   |
| Nomi                 | Lashana Lynch   | Flavia Vinzens    |
| Gareth Mallory / „M“ | Ralph Fiennes   | Udo Schenk        |
| Q                    | Ben Whishaw     | Tobias Nath       |
| Eve Moneypenny       | Naomie Harris   | Vera Teltz        |
| Ernst Stavro Blofeld | Christoph Waltz | Christoph Waltz   |
| Logan Ash            | Billy Magnussen | Leonhard Mahlich  |
| Agent Paloma         | Ana de Armas    | Alice Bauer       |
| Waldo Obruchev       | David Dencik    | Alexander Doering |
| Bill Tanner          | Rory Kinnear    | Frank Schaff      |
| Felix Leiter         | Jeffrey Wright  | Olaf Reichmann    |

## Marketing und Veröffentlichung
Ende Juni 2019 wurde erstes Bildmaterial von den Dreharbeiten auf Jamaika veröffentlicht. Ein erstes Filmposter wurde am 5. Oktober 2019 vorgestellt. Am 1. Dezember 2019 wurde ein erster Teaser und drei Tage später der erste Trailer veröffentlicht. Ein zweiter Trailer folgte im Rahmen des Super Bowl LIV Anfang Februar 2020.
Der offizielle Titel des Films, No Time to Die, wurde vom Studio am 20. August 2019 auf Twitter bekannt gegeben. Bis dahin firmierte der Film in der Presse meist unter dem Namen Bond 25. 1958 erschien ein Kriegsgefangenen-Film mit demselben Originaltitel, der in Deutschland als Keine Zeit zu sterben in die Kinos kam. Zu diesem Film trugen einige spätere James-Bond-Filmschaffende bei, darunter Terence Young (Regie, Drehbuch), Albert R. Broccoli (Produzent) und Richard Maibaum (Drehbuch). Der deutsche Titel, Keine Zeit zu sterben, wurde am 30. September 2019 bekanntgegeben.
Im Juli 2017 wurde als US-Starttermin des 25. James-Bond-Films der 8. November 2019 bekanntgegeben. Mit Bekanntgabe der Verpflichtung von Fukunaga wurde ebenfalls bekannt, dass der Film weltweit erst am 14. Februar 2020 starten wird. Im Februar 2019 wurde der Starttermin abermals verschoben, der Film sollte am 8. April 2020 veröffentlicht werden. In Deutschland sowie dem Vereinigten Königreich sollte der Film bereits am 2. April 2020 in den Kinos anlaufen. Jedoch wurde im Zusammenhang mit der COVID-19-Pandemie zunächst eine für April 2020 geplante China-Premiere in Peking sowie eine anschließende landesweite Kino-Tour abgesagt. Am 3. März 2020 wurde verkündet, dass der globale Kinostart erneut nach hinten verschoben wird und der Film erst am 12. November in den britischen sowie deutschen und am 20. November 2020 in den US-amerikanischen Kinos anlaufen solle. Bis dahin wurden die Kosten der Verlegung des Starts mit bis zu 50 Millionen US-Dollar beziffert. Anfang Oktober 2020 wurde der US-Kinostart aufgrund der Einschränkungen in den Kinos durch die Corona-Pandemie erneut verschoben, diesmal auf den 2. April 2021. Eine weitere Verschiebung erfolgte im Januar 2021, wobei der US-amerikanische Starttermin nun auf den 8. Oktober 2021 datiert wurde. International wurde der Film bereits am 30. September 2021 veröffentlicht. Die Weltpremiere fand am 28. September 2021 in der Royal Albert Hall in London statt. Der Film liegt auch in einer nachträglich konvertierten 3D-Version vor.
Mit Auslaufen von Sonys Vertriebsrechten für Bond nach über einem Jahrzehnt ist ein Wettstreit um die zukünftige Vermarktung des Franchises entstanden. Zu den anfänglichen Interessenten Sony, Warner Bros., Universal, Fox und Annapurna stiegen Anfang September 2017 auch Apple und Amazon mit ein. Letztendlich sicherte sich Universal die globalen Vertriebsrechte sowie die Rechte fürs Heimkino, in den USA wird der Film von Annapurna und Metro-Goldwyn-Mayer auf die Leinwand gebracht.
Im Oktober 2020 verhandelten Netflix und Apple über eine Streaming-Premiere des Films. Kolportiert wurde ein Angebot über 600 Millionen Dollar. Dieses wurde von MGM abgelehnt.
Im Vereinigten Königreich erschien der Film am 20. Dezember 2021 und in den Vereinigten Staaten am Folgetag als DVD und Blu-ray. Der deutsche Heimkinostart erfolgte bereits am 16. Dezember 2021.
Die Premiere im deutschen Free-TV erfolgte am 7. April 2024 beim Privatsender RTL Television und im österreichischen Sender ORF 1.

## Rezeption

### Kritiken
Der Film erhielt mehrheitlich wohlwollende Kritiken. Von den 411 bei Rotten Tomatoes erfassten Kritiken sind 83 Prozent positiv (Stand: 2. April 2022). Auf Metacritic erhielt der Film einen Metascore von 68 von 100 möglichen Punkten, basierend auf 66 Kritiken. Die negativen Kritiken waren teilweise recht harsch.

„Kurz: das Kinoereignis des Jahres. Das ist Arthouse und Actionfilm gleichzeitig und hat die Marke Bond wirklich ins 21. Jahrhundert geholt.
Hier wird vorangetrieben, was in den letzten Filmen schon zu sehen war: Die Frauenfiguren sind komplexer, stärker, ebenbürtiger. Nicht nur Miss Moneypenny, sondern auch die Agentinnen, mit denen Bond zusammenarbeitet, haben Style und Witz.“

„Keine Zeit zu sterben ist eine Zäsur für die Filmreihe, die seit fast 60 Jahren Generationen von Kinogängern begeistert hat. Der Film ist ganz um den Charakter von James Bond herum geschrieben. Ein Bedrohungsszenario gibt es zwar, und auch einen Schurken, doch all das tritt in den Hintergrund: Bonds Gefühlsleben ist der treibende Motor dieses Films. Die ersten fünfundzwanzig Minuten in Matera mögen vollgepackt mit phänomenaler Action sein, doch die Verfolgungsjagden mit dem Aston Martin DB5 (dem legendären Bond-Auto aus Goldfinger) erzeugen nicht denselben Spaß wie bei früheren Bonds. Die Action ist viel mehr aggressiv, unangenehm, schmerzhaft. Weil das genau der Zustand ist, in dem Bond sich befindet.“

„Natürlich kann man nicht in Nostalgie verharren, James Bond muss sich mit der Zeit weiterentwickeln. In dieser Hinsicht vermenschlicht Daniel Craig den Helden auf rührende Weise. Aber wenn er zu menschlich wird, ist er nicht mehr sehr […] ‚bondisch‘. Der 007-Touch findet sich im ersten Teil in den verrückten Verfolgungsjagden in Havanna, auch wenn nicht der Geheimagent die Hauptrolle spielt, sondern […] die Spionagepraktikantin Paloma, die von der kubanischen Schauspielerin Ana de Armas mit Begeisterung gespielt wird.“

„Indem er eine Form von zarter Wildheit einbringt, wird Daniel Craig zweifellos einer der besten Schauspieler der Serie bleiben. Doch der fehlende Rhythmus, die unoriginell gefilmten Dialoge, die lästigen Produktplatzierungen und, noch unerwarteter, die uneinheitliche Leistung der erfahrenen Schauspieler führen zu einer gewissen Enttäuschung.“

„Einerseits wird im neuen Film die Vermenschlichung des Helden Bond zu neuen Exzessen getrieben, wenn er den Zuschauerinnen und Zuschauern als gefühlszermürbter Weichling vorgeführt wird, der erst am Strand von Jamaika als Luxus-Eremit haust oder später wegen der Bedrohung eines Kindes fast in Tränen ausbricht. Andererseits will Fukunagas Film über weite Strecken dann doch bloß rasanten Actionkrawall bieten, was ihm handwerklich glorios, aber auch ein bisschen routiniert gelingt. Unterm Strich ist dieser Film ein Dokument der Konfusion – und ein echtes Kinodesaster.
Es ist eine Heldenzertrümmerung, die in diesem neuen Bond-Abenteuer stattfindet. Als habe nicht der Agent im Dienste Ihrer Majestät, sondern der Regisseur die Lizenz zum Killen.“

Jacques Mandelbaum, Filmkritiker der französischen Tageszeitung Le Monde, schrieb 2021, es sei ein „gescheiterter Film“. Er kritisierte vor allem die „politisch korrekte Heuchelei des Films“. Dieser gebe vor, den alten weißen Verführer zugunsten der Kampfeslust seiner jungen schwarzen Nachfolgerin zu entmachten; die Nachfolgerin entpuppe sich aber als Vorzeigefrau wie jede andere.

### Einspielergebnisse
Die weltweiten Einnahmen des Films aus Kinovorführungen beliefen sich bis zum 27. Januar 2022 auf 774,1 Millionen US-Dollar. In Deutschland sahen 1.179.373 Besucher den Film an seinem Startwochenende; die Kinos nahmen über 13 Millionen Euro ein. Ende 2021 hatten ihn 5.951.513 Zuschauer gesehen (Einnahmen: 64,6 Millionen Euro). In Österreich spielte der Film an seinem Eröffnungswochenende mehr als eine Million Euro ein.

### Auszeichnungen (Auswahl)
Bogey Awards 2021
- Auszeichnung mit dem Bogey Award in Platin[105]

British Academy Film Awards 2022
- Nominierung als Bester britischer Film

Golden Globe Awards 2022
- Auszeichnung als Bester Filmsong (No Time to Die – Billie Eilish & Finneas O’Connell)

Grammy Awards 2021
- Auszeichnung als Best Song Written for Visual Media (No Time to Die – Billie Eilish & Finneas O’Connell)[107]

Oscarverleihung 2022
- 3 Nominierungen:[108]
  - Nominierung für die Besten visuellen Effekte
  - Gewonnen Bester Filmsong: Billie Eilish: „No Time to Die“
  - Nominierung in der Kategorie Bester Ton

People’s Choice Awards 2021
- Nominierung als Movie of the Year
- Nominierung als Actionfilm des Jahres
- Nominierung als männlicher Filmstar des Jahres (Daniel Craig)
- Nominierung als Action Movie Star of the Year (Daniel Craig)[109]

Screen Actors Guild Awards 2022
- Nominierung als Bestes Stuntensemble

Guinness World Records
- Most high explosives detonated in a single take: 136,4 kg TNT-Äquivalent[110]

## Fortsetzung
Seit 2023 finden Gespräche von Produzentin Barbara Broccoli mit diversen Schauspielern für ein weiteres Reboot der Reihe statt.